# 10 вариаций на тему ариетты «Unser dummer Pöbel meint»
10 вариаций на тему ариетты «Unser dummer Pöbel meint», К. 455 — сочинение для клавира Вольфганга Амадея Моцарта, датируемое 1784 годом.

## Тема
Тема для вариаций была взята Моцартом из оперы Кристофа Виллибальда Глюка «Непредвиденная встреча, или Пилигримы из Мекки» (фр. La rencontre imprévue, ou Les pèlerins de la Mecque), которая со времён своей премьеры в 1764 году в венском Бургтеатре оставалась одним из наиболее востребованных сочинений композитора (в частности, в том же Бургтеатре была возобновлена в 1780-м) и вообще, как считается, оказала на Моцарта влияние, особенно заметное в опере «Так поступают все».
Использованная Моцартом ариетта Глюка начинается, в оригинальном либретто Луи Данкура, словами «Благочестивые люди нас сочтут за хвастунов» (фр. Les hommes pieusement pour gascons nous prennent), а в известном немецком переводе либретто начало арии звучит как «Блаженные глупцы решат, пожалуй, что мы голодали» (нем. Dumme fromme Leute zwar meinen wohl, wir darbten gar). Название, использованное Моцартом, — «Так думает наша глупая чернь» (нем. Unser dummer Pöbel meint), — вероятно, восходит к какому-то другому (ныне утерянному) немецкому переводу либретто. Для своих вариаций Моцарт сократил оригинальную тему Глюка (не использовал тт. 5-10) и заменил оригинальное Анданте на более легкомысленное Аллегретто.

## История создания
23 марта 1783 года Моцарт как пианист давал в Вене концерт, программа которого включала импровизацию. Поскольку Кристоф Виллибальд Глюк присутствовал в зале, Моцарт избрал темой для импровизации мелодию из его популярной оперы. В дальнейшем, однако, Моцарт не сразу обратился к преобразованию импровизационного материала в имеющее отчётливые контуры произведение: нотный автограф «10 вариаций» датирован 25 августа 1784 года.

## Характер музыки
Клавирные вариации на тему Глюка (как и некоторые другие вариации) Моцарт писал в то же время, когда он работал над крупными оркестровыми и концертными сочинениями. Герман Аберт отмечает виртуозность, общую для концертной и камерной музыки этого периода:

Под влиянием концертов Моцарт стал писать значительно более трудными и вариации. Это заметно, в частности, по восьми вариациям на тему «Come un' agnello» («Как ягненок») из «Fra due litiganti» Сарти и десяти вариациям на тему «Unser dummer Pöbel meint» («Les hommes pieusement» — «Набожные люди») из «Pilgrime von Mekka» Глюка (KV 460 и KV 455). Близость концертов особенно сказывается в увлечении виртуозностью, использующей все регистры фортепиано, и в свободных связующих построениях между вариациями, часто имеющих характер каденций. Создавая свои циклы, Моцарт не обращает внимания на драматургическую ситуацию и рассматривает соответствующие пьесы исключительно как музыкальную основу вариаций. Поэтому он сокращает их, превращая в обычные короткие двухчастные темы.

## Связи с другими произведениями
На тему этой же ариетты К. В. Глюка сочинил вариации и итальянский композитор Джузеппе Сарти, хорошо знакомый с Моцартом и поддерживавший с ним тесные творческие отношения именно в 1784 году, незадолго до своего отъезда в Санкт-Петербург ко двору императрицы Екатерины II. По мнению Германа Аберта, вариации Сарти и Моцарта обладают заметным сходством.
Произведение Моцарта, в свою очередь, было использовано П. И. Чайковским: в его Сюите для оркестра № 4 соль мажор «Моцартиана», построенной на переработанных и инструментованных сочинениях Моцарта. «10 вариаций» (каждая из которых была оригинально оркестрована Чайковским) легли в основу финала сюиты.